# Wim Statius Muller
Wim Statius Muller (Curaçao, 26 januari 1930 – aldaar, 1 september  2019) was een Curaçaose componist en pianist.

## Loopbaan
Statius Muller werd in 1930 geboren op Curaçao, in de Willemstadse wijk Otrobanda. Hij kreeg vanaf zijn 7de jaar pianoles van Jacobo Palm. Hij kreeg daarbovenop vanaf 1949 een gedegen muziekopleiding aan de Juilliard School of Music in New York, waar hij bij Josef Raieff (de laatste leerling van Aleksandr Ziloti) piano en compositie studeerde.
Met zijn conservatoriumdiploma in 1954 doceerde hij vanaf 1955 piano en muziekgeschiedenis aan de Ohio State University in Columbus, Ohio. In 1960 stopte Statius Muller met zijn werk aan de universiteit, om een betrekking als ambtenaar te aanvaarden: aanvankelijk in Willemstad (Curaçao), waar hem onverwacht werd gevraagd om mee te werken aan de oprichting van een veiligheidsdienst aldaar. Hij werkte vervolgens lange tijd in een leidinggevende functie bij de Binnenlandse Veiligheidsdienst in Den Haag en vervolgens bij het NAVO-hoofdkwartier in Brussel. Na zijn pensioen in 1995 keerde hij terug naar Curaçao, waar hij vooral weer meer tijd had om zijn werken zelf op piano uit te voeren.
Statius Muller trad regelmatig op op de Nederlandse Antillen en ook af en toe in de Verenigde Staten, in Nederland en soms in Polen.
Statius Muller was getrouwd en had twee kinderen, dochter Annette en zoon John. Zijn kleinzoon Alexander Kraft van Ermel is als pianist in zijn voetsporen getreden.

## Werken
Statius Muller kreeg les van Jacobo Palm en vond daarmee bedding in de, door diens grootvader Jan Gerard Palm geïnitieerde, stroming van op salonmuziek en Caribische dansmuziek gebaseerde klassieke muziek. Ook de walsen en mazurka's van Frédéric Chopin werden op Curaçao veel gespeeld en hebben zijn werk sterk beïnvloed.
Statius Muller componeerde vooral dansen, in een zetting voor piano. Walsen en mazurka's, maar ook Caribische dansen, zoals de oorspronkelijk uit Congo afkomstige tumba. Duidelijk herkenbaar in vrijwel al zijn werken zijn de tropische, syncopische ritmes. De werken zijn echter niet meer bestemd om op te dansen, maar zijn gestileerd en verfijnd tot concertmuziek.
Een groot deel van zijn ruim 200 composities is niet op papier uitgegeven. Een bekend, wel uitgegeven werk betreft de Antillean Dances voor piano (Opus 2, 4, 5 en 6). Veel van zijn eigen composities nam hij zelf op.
Op 3 november 2011 trad hij op in het televisieprogramma Vrije Geluiden met onder andere zijn geliefde wals Nostalgia, Op.2 No.22. Zie YouTube.

## Documentaire en onderscheidingen
In 1999 kreeg Statius Muller de Cola Debrotprijs.
In 2013 werd een documentaire over Statius Muller gemaakt door de filmmaker Alaric Alexander Smeets. De documentaire draagt de titel Nostalgia: The Music of Wim Statius Muller, naar een van Statius Mullers bekendere werken.
In 2012 werd Statius Muller onderscheiden met een Zilveren Anjer voor zijn bijdrage aan het behoud van het muzikaal erfgoed van de Caribische eilanden, in het bijzonder van de klassieke muziek van Curaçao. Statius Muller werd daarbij tevens geprezen als mentor en inspirator voor jonge musici in het Caribisch deel van het Koninkrijk.
Statius Muller werd tevens Ridder in de Orde van Oranje-Nassau.
- Gemeinsame Normdatei: 143927086
- International Standard Name Identifier: 0000 0000 4155 0894
- Library of Congress Control Number: no96065624
- MusicBrainz: 1642f0f5-c5a9-4784-8a6e-302f6e0eb5a6
- Nederlandse Thesaurus van Auteursnamen: 074406213
- Virtual International Authority File: 56210269
- WorldCat: E39PBJcr89PhPhHBKBH7y6fQbd